# I Dig Everything
I Dig Everything is een nummer van de Britse muzikant David Bowie, uitgebracht op single in 1966.
Het nummer was oorspronkelijk opgenomen met Bowie's band The Buzz, maar producer Tony Hatch was niet tevreden met deze opname en verving de band met sessiemuzikanten. Het nummer werd in 1966 en 1967 opgevoerd door de band 1-2-3, die later zijn naam veranderde in Clouds, en Bowie hoorde deze versie in de Marquee Club in 1967. De single was opnieuw geen groot commercieel succes en was het laatste werk dat Bowie uitbracht op Pye Records.
In 1972 werd het nummer door Pye Records opnieuw uitgebracht op de B-kant van de single "Do Anything You Say" om mee te liften op het succes van Bowie tijdens zijn Ziggy Stardust-periode. In 2000 nam Bowie het nummer op voor zijn album Toy, dat op dat moment nog niet officieel werd uitgebracht. Pas in 2022 komt dit album op de markt.

## Tracklijst
- Beide nummers geschreven door David Bowie.

1. "I Dig Everything" - 2:45
2. "I'm Not Losing Sleep" - 2:52

## Muzikanten
- David Bowie: zang, gitaar

Inclusief onbekende sessiemuzikanten.